# Helmut Johannes Vollmer

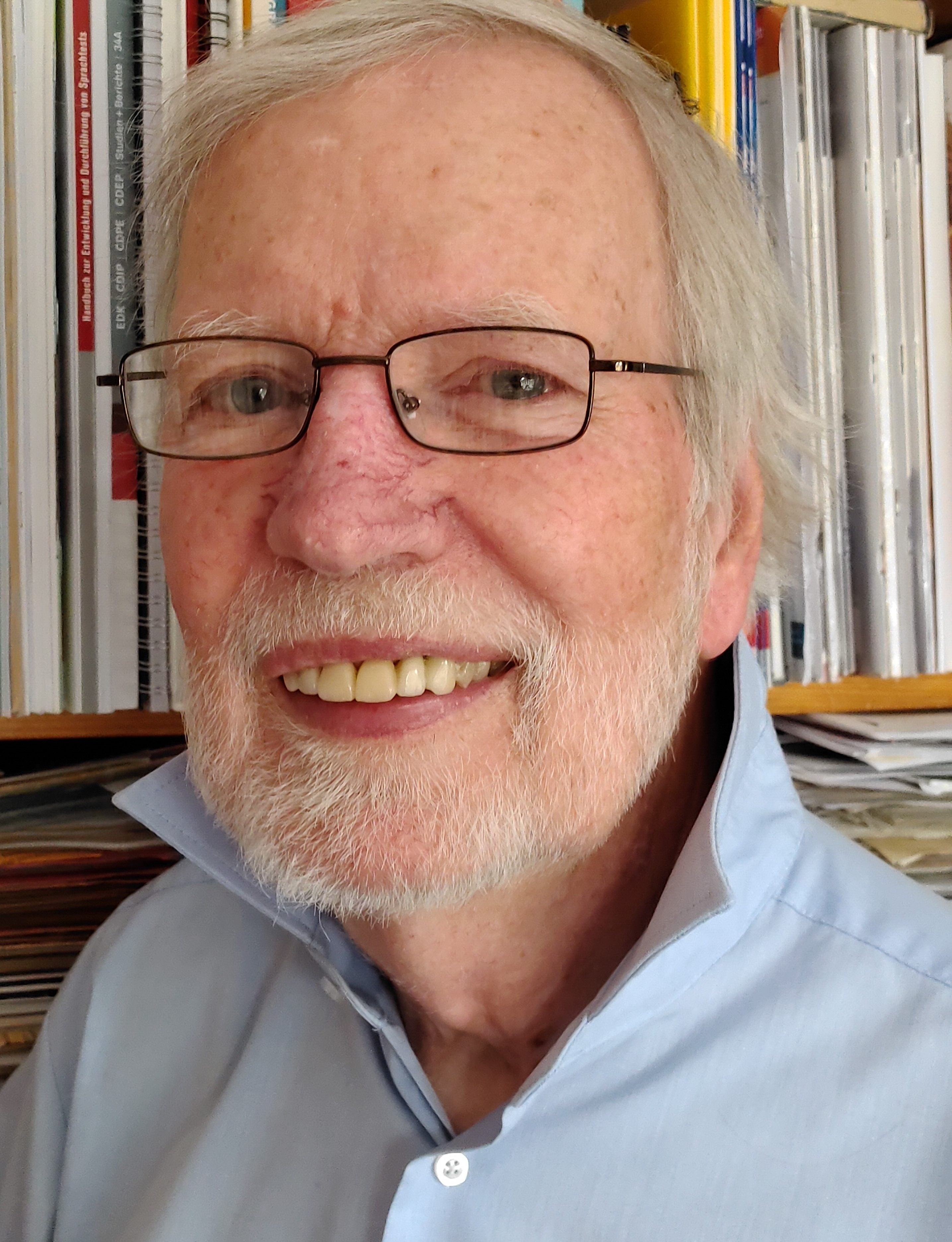
Helmut Johannes Vollmer (2020)

Helmut Johannes Vollmer (* 11. September 1941 in Hamburg) ist ein deutscher Professor i. R. für Angewandte Linguistik und Fachdidaktik des Englischen. Er ist primär durch seine Beiträge zur empirischen Erforschung des Fremdsprachenlehrens und -lernens, zur Evaluierung von Fachunterricht und von Schülerleistung sowie zur Entwicklung des Bilingualen Unterrichts in Deutschland bekannt. Er lehrte zuletzt (bis zu seiner Pensionierung im Jahre 2006) am Fachbereich 7: Sprach- und Literaturwissenschaft der Universität Osnabrück.

## Leben, wissenschaftlicher Werdegang und Arbeitsschwerpunkte
Vollmer wuchs in Hamburg in der „Steenkampsiedlung“ auf, einer Gartenstadtsiedlung im Hamburger Westen, wo er nach seiner Entpflichtung als Hochschullehrer wieder lebt. Nach dem Abitur (1961) am Ernst-Schlee-Gymnasium (Neusprachliches Gymnasium) in Hamburg studierte er von 1961 bis 1969 Anglistik, Geschichte und Soziologie an den Universitäten Hamburg (1961–63, u. a. bei Rudolf Haas und Fritz Fischer), Tübingen (1964–1965, u. a. bei Walter Schulz und Gerhard Schulze) und Freie Universität Berlin (1966–1969, u. a. bei Thomas Nipperdey, Ilse Hecht, Richard Gerber, Hans-Joachim Lieber und Dietrich Goldschmidt). In dieser Zeit war er – als Voraussetzung für ein Begabtenstipendium durch das Evangelische Studienwerk Villigst – 1963–1964 sechs Monate im Rahmen eines Werksemesters als Hilfsarbeiter in der Industrie tätig. 1967–1968 lehrte er an der von ihm mitbegründeten „Kritischen Universität“ in Berlin als studentischer Dozent und AG-Leiter. Nach dem Examen (1969) zum Magister Artium (M.A.) an der Freien Universität Berlin war er Mitarbeiter in einem Forschungsprojekt (Schulleistungsstudie Englisch) am Max-Planck-Institut für Bildungsforschung in Berlin. Zeitgleich (1969–1971) absolvierte er ein befristetes Zweitstudium in Psychologie (insbes. zu Forschungsmethoden) und Linguistik.
Von 1973 bis zu seiner Pensionierung im Jahre 2006 lehrte Vollmer in verschiedenen akademischen Funktionen an den Universitäten Bremen, Osnabrück, Webster College (St. Louis, USA), Leipzig und wieder Osnabrück. In dieser Zeit arbeitete er vor allem an Untersuchungen zur Pragmalinguistik (Sprechhandlungen), zur Erforschung von Fremdsprachentests sowie zum Bilingualen Lehren und Lernen. 1981 promovierte er an der Universität Osnabrück in Englischer Sprachwissenschaft/Sprachlehr- und -lernforschung zum Thema „Psycholinguistische Untersuchungen von Fremdsprachenfähigkeit“. Neben seiner Tätigkeit als Hochschullehrer unterrichtete er 1973–1974 (an einer Gesamtschule in Bremen) sowie 1995 (an einem Gymnasium in Osnabrück) als bilingualer Lehrer in den Fächern Englisch, Geschichte und Politik/Gemeinschaftskunde. 1994 habilitierte er sich in Anglistik (Angewandte Sprachwissenschaft und Sprachlehr- und -lernforschung) im Fachbereich Sprach- und Literaturwissenschaft der Universität Osnabrück zum Thema „Lernersprachenanalyse“ (Gutachter: Werner Hüllen, Wolfgang Zydatiß).
1971 heiratete Vollmer in erster Ehe Edith Langer (zwei Kinder), 1991 in zweiter Ehe die Buchautorin Micheline Sauriol, Frankokanadierin aus Montréal.

## Forschungsprojekte, Mitgliedschaften, Expertisen
Vollmer gehörte von Anfang an (seit 1981) zum Kreis deutscher Fremdsprachendidaktiker in der „Frühjahrskonferenz zur Erforschung des Fremdsprachenunterrichts“, wo er nachdrücklich für eine empirische Forschungsorientierung in den Fremdsprachendidaktiken eintrat. 1989 war er Mitbegründer der Deutschen Gesellschaft für Fremdsprachenforschung (DGFF, 1993–1995 Zweiter Vorsitzender), 1990 Mitbegründer der „Zeitschrift für Fremdsprachenforschung“ (ZFF), wo er bis heute als Mitglied im Editorial Board fungiert. In diesem Zusammenhang erarbeitete er zusammen mit Johannes-Peter Timm eine systematische Konzeption der Fremdsprachenforschung als Oberbegriff für die Disziplinen der Fremdsprachendidaktik, Sprachlehrforschung und Zweitsprachenerwerbsforschung.
1999 war Vollmer Mitbegründer der Gesellschaft für Fachdidaktik (GFD) als Dachorganisation aller Fachdidaktiken in Deutschland (Stellv. Vorsitzender und seit 2015 Ehrenmitglied), 2017 Mitbegründer der internationalen englischsprachigen Online-Zeitschrift „Research in Subject-Matter Teaching and Learning“ (RISTAL), seitdem auch Mitherausgeber. In der GFD ist er Mitglied der Arbeitsgruppe „Allgemeine Fachdidaktik“, die eine engere Kooperation aller Fachdidaktiken anstrebt und eine eigenständige Theorie der Fachdidaktik(en) entwickelt hat. In diesem Zusammenhang arbeitete er die Geschichte der Englischdidaktik auf, skizzierte ihre theoretischen wie pragmatischen Ansätze, analysierte ihr Forschungsrepertoire, ihre bisherigen Forschungsleistungen sowie die Forschungsperspektiven, auch im Blick auf fachübergreifende und Fächer verbindende Projekte. Gleichzeitig setzte er sich fachübergreifend mit dem Verhältnis von Allgemeiner Didaktik, Fachdidaktik und Allgemeiner Fachdidaktik theoretisch auseinander.
Von 2000 bis 2006 war Vollmer Leiter der Forschungsstelle „Bilingualismus und Mehrsprachigkeit“ im Fachbereich Sprach- und Literaturwissenschaft der Universität Osnabrück, wobei er am Aufbau eines bilingualen Zusatzzertifikats „Bilingualität/Bilingualer Unterricht (Englisch)“ mitwirkte. In den Jahren 2000–2003 koordinierte er als Sprecher die Vorbereitungen zur kollektiven Antragstellung von DFG-Projekten aus den Fremdsprachendidaktiken. Von 2003 bis 2005 leitete er ein eigenes DFG-Projekt „Fachlernen und (Fremd-)Sprachlichkeit bei bilingualen und monolingualen Lernern: Aufgabenbasierte Kognition, Kommunikation, Kooperation“.
In seiner Eigenschaft als Angewandter Linguist und Fremdsprachendidaktiker wurde Vollmer 2004 von der Kultusministerkonferenz in die Kommission zur Ausarbeitung von nationalen Bildungsstandards Englisch/Französisch für den Mittleren Schulabschluss sowie danach für das Fortgeschrittene Fremdsprachenlernen auf der Sekundarstufe II bis zum Abitur berufen. Seit 2006 ist er außerdem als Wissenschaftlicher Experte und Autor tätig, u. a. für den Europarat in Strasbourg (2006–2016) im Rahmen des Projekts „Languages of Schooling/Plurilingual and Intercultural Education“; für die Akkreditierungs-Agentur ACQUIN in Bayreuth (2010–2020), für das Europäische Fremdsprachenzentrum (ECML) in Graz (2015–2019) sowie für die Pädagogische Hochschule St. Gallen/Schweiz (2015–2018). Seit seiner Pensionierung ist Vollmer auch Gastmitglied an der Universität Hamburg im Rahmen eines Forschungsprojekts zur Wahrnehmung von Mehrsprachigkeit. Darüber hinaus ist er aktives Mitglied der Gesellschaft für Angewandte Linguistik (GAL) und der Gesellschaft für Kanadastudien (GKS) sowie seit 2015 Kuratoriumsmitglied der Deutsch-Französischen Gesellschaft CLUNY e. V., Hamburg. 2019 führte ihn eine ausgedehnte Vortragsreise nach Asien (Singapur, Shanghai/Wuhu, Hongkong).

## Schriften (Auswahl)
- Entwicklung eines Schulleistungstests für das Fach Englisch in der 7. Klasse des Gymnasiums (mit Testaufgaben). Max-Planck-Institut für Bildungsforschung, Berlin 1970.

- mit Studierenden der Uni Bremen: Projektorientierung des Studiums. Erfahrungen – Möglichkeiten – Grenzen. (Pädagogische Berufspraxis – Bremer Arbeitsmaterialien, Bd. 4), Universität Bremen, Bremen 1975.

- mit Peter Mohr: Spielen im kommunikativen Englischunterricht. Pragmalinguistische Perspektiven. Hessisches Institut für Lehrerfortbildung, Fuldatal 1978.

- mit Fritz Sang: Allgemeine Sprachfähigkeit und Fremdsprachenerwerb. Zur Struktur von Leistungsdimensionen und linguistischer Kompetenz des Fremdsprachenlerners (Diskussionsbeiträge Bd. 1). Max-Planck-Institut für Bildungsforschung, Berlin 1978.

- Spracherwerb und Sprachbeherrschung: Untersuchungen zur Struktur von Fremdsprachenfähigkeit. Ein empirischer Beitrag zu einer psycholinguistisch orientierten Sprachlehr-/-lernforschung. Gunter Narr, Tübingen 1982. (Reihe: Tübinger Beiträge zur Linguistik, TBL 187).

- (Mitautor). Indians: The Native Americans. Baukasten für den Englischunterricht im 10. Schuljahr (inkl. Kassette). Hessisches Institut für Lehrerfortbildung, Fuldatal 1981.

- mit einer Gruppe von Studierenden der Uni Osnabrück (Übers. u. Hg.): Peter Blue Cloud/Aroniawenrate: I am Turtle/Ich bin Schildkröte. Poems, Songs, Stories./Gedichte, Lieder, Geschichten. Wurf-Verlag, Münster 1991. (Osnabrück Bilingual Editions of Minority Authors, O.B.E.M.A., Band 5).

- (Hg.) Multikulturelle Gesellschaft und Minderheiten: Kanada und USA. AV-Verlag, Augsburg 1992.

- mit Johannes-Peter Timm (Hg.): Kontroversen in der Fremdsprachenforschung. Dokumentation des 14. Kongresses für Fremdsprachendidaktik, veranstaltet von der Deutschen Gesellschaft für Fremdsprachenforschung, Essen, 7. – 9. Oktober 1991. Brockmeyer, Bochum 1993.

- mit Eckhard Klieme et al.: Expertise: Zur Entwicklung nationaler Bildungsstandards. Bonn: Bundesministerium für Bildung und Forschung (BMBF), Bonn 2003. [Englische Fassung: The Development of National Educational Standards. An Expertise. Federal Ministry of Education and Research, Bonn 2004; Französische Fassung: Le développement de standards nationaux de formation. Une Expertise. Ministère Fédéral de l’Education et de la Recherche, Bonn 2004.].

- mit Horst Bayrhuber, Bernd Ralle, Kristina Reiss & Lutz-H. Schön (Hg.). Konsequenzen aus PISA – Perspektiven der Fachdidaktiken. StudienVerlag, Innsbruck 2004 (Reihe Forschungen zur Fachdidaktik, Band 6).

- Towards a Common European Instrument for Language(s) of Education (LE). Expertise für den Europarat, Language Policy Division. Council of Europe, Strasbourg 2006. Online unter: https://rm.coe.int/CoERMPublicCommonSearchServices/DisplayDCTMContent?documentId=09000016805c7462.

- mit Horst Bayrhuber, Doris Elster & Dirk Krüger (Hg.): Kompetenzentwicklung und Assessment. StudienVerlag, Innsbruck 2007. (Forschungen zur Fachdidaktik, Band 9).

- Items for a description of linguistic competence in the language of schooling necessary for learning/teaching sciences (at the end of compulsory education). An approach with reference points. Strasbourg: Council of Europe, Strasbourg 2010. Online unter: https://rm.coe.int/090000168047d003#_Toc429570331

- mit Jean-Claude Beacco, Daniel Coste & Piet-H. van de Ven: Language and school subjects – Linguistic dimensions of knowledge building in school curricula. Council of Europe, Strasbourg 2010. Online unter: https://rm.coe.int/CoERMPublicCommonSearchServices/DisplayDCTMContent?documentId=09000016805a0c1b.

- mit Eike Thürmann & Irene Pieper: Languages of schooling: focusing on vulnerable learners. Council of Europe, Strasbourg 2010. Online unter: https://rm.coe.int/16805a1caf.

- (Hg.) mit Karin Aguado & Karen Schramm: Fremdsprachliches Handeln beobachten, messen, evaluieren. Neue methodische Ansätze der Kompetenzforschung und der Videographie. Lang Verlag, Frankfurt a. M. 2010. (Reihe Kolloquium Fremdsprachenunterricht, Bd. 37).

- mit Horst Bayrhuber et al. (Hg.): Zur empirischen Fundierung der Fachdidaktiken. Waxmann, Münster 2011. (Fachdidaktische Forschungen, Bd. 1).

- mit Horst Bayrhuber et al. (Hg.): Formate Fachdidaktischer Forschung. Empirische Projekte – Historische Analysen – Theoretische Grundlegungen. Waxmann, Münster 2012. (Fachdidaktische Forschungen, Bd. 2).

- mit Michael Becker-Mrotzek, Karen Schramm & Eike Thürmann (Hg.): Sprache im Fach. Sprachlichkeit und Fachliches Lernen. Waxmann, Münster 2013. (Fachdidaktische Forschungen, Band 3).

- mit Jean-Claude Beacco, Mike Fleming, François Goullier & Eike Thuermann: The Language Dimension in All Subjects. A Handbook for curriculum development and teacher training. Council of Europe, Strasbourg 2016. Online unter: https://www.coe.int/en/web/language-policy/a-handbook-for-curriculum-development-and-teacher-training.-the-language-dimension-in-all-subjects

- mit Horst Bayrhuber, Ulf Abraham, Volker Frederking, Werner Jank & Martin Rothgangel: Auf dem Wege zu einer Allgemeinen Fachdidaktik. Waxmann, Münster 2017. (Allgemeine Fachdidaktik, Band 1).

- mit Martin Rothgangel, Ulf Abraham, Horst Bayrhuber, Volker Frederking & Werner Jank (Hg.): Lernen im Fach und über das Fach hinaus. Bestandsaufnahmen und Forschungsperspektiven aus 17 Fachdidaktiken im Vergleich. Waxmann, Münster 2020. (Allgemeine Fachdidaktik, Band 2).

## Wichtige Aufsätze
- mit Fritz Sang: Competing Hypotheses about Second Language Ability: A Plea for Caution. In: J. W. Oller (Hg.), Issues in Language Testing Research. Newbury House, Rowley, MA 1983, S. 29–79.
- mit Johannes-Peter Timm: Fremdsprachenforschung: Zur Konzeption und Perspektive eines Wissenschaftsbereichs. In: Zeitschrift für Fremdsprachenforschung, Jg. 4 (1993), Heft 1, S. 1–47.
- Diskurslernen und interkulturelle Kommunikationsfähigkeit. Der Beitrag der Pragmalinguistik und der Diskursanalyse zu einem erweiterten Sprachlernkonzept. In: L. Bredella (Hg.): Verstehen und Verständigung durch Sprachenlernen? Fremdsprachenunterricht in einem zukünftigen Europa. Brockmeyer, Bochum 1995, S. 104–127.
- Bilingualer Sachfachunterricht als Inhalts- und als Sprachlernen. In: G. Bach, S. Niemeier (Hg.): Bilingualer Unterricht. Grundlagen, Methoden, Praxis, Perspektiven. 4. Auflage. Lang, Frankfurt am Main 2008, S. 51–73. (1. Aufl. 2000).
- Fachkompetenz als fachbasierte Diskursfähigkeit am Beispiel Geographie. In: S. Doff (Hg.): Studienbuch Bilingualer Sachfachunterricht in der Sekundarstufe I. Narr, Tübingen 2010, S. 242–257 (PDF).
- Schulsprachliche Kompetenzen: Zentrale Diskursfunktionen. Universität Osnabrück, Osnabrück 2011.
- mit E. Thürmann: Sprachbildung und Bildungssprache als Aufgabe aller Fächer der Regelschule. In: M. Becker-Mrotzek, K. Schramm, E. Thürmann & H. J. Vollmer (Hg.): Sprache im Fach. Sprachlichkeit und fachliches Lernen. Waxmann, Münster 2013, S. 41–57.
- Fachdidaktik and the Development of a Generalized Subject Didactics in Germany. Éducation et Didactique, Vol. 8, 1, 2014, S. 23–34.
- mit E. Thürmann: Sprachliche Dimensionen fachlichen Lernens. In M. Becker-Mrotzek & H.-J. Roth (Hg.): Sprachliche Bildung – Grundlagen und Handlungsfelder. Mercator-Institut für Sprachförderung und Deutsch als Zweitsprache. Waxmann, Köln/Münster 2017, S. 299–320.
- mit B. Schneuwly: Bildung and Subject Didactics - Exploring a Classical Concept for Building New Insights. European Educational Research Journal, 17(1), 2018, S. 37–50, doi:10.1177/1474904117696096.

(insgesamt fast 200 Aufsätze und Beiträge in Sammelwerken)